# Euchaetomeropsis merolepis
Euchaetomeropsis merolepis is een aasgarnalensoort uit de familie van de Mysidae. De wetenschappelijke naam van de soort is voor het eerst geldig gepubliceerd in 1908 door Illig.